# Stade Mario Lancellotta
Le Stade Mario Lancellotta (en italien : Stadio Mario Lancellotta), auparavant connu sous le nom de Stade communal Le Piane (en italien : Stadio Comunale Le Piane) ou encore de Stade du 10 septembre (en italien : Stadio X Settembre), est un stade de football italien situé dans la ville d'Isernia, au Molise.
Le stade, doté de 1 592 places et inauguré en 1998, sert d'enceinte à domicile à l'équipe de football de l'Associazione Sportiva Dilettantistica Isernia Football Club.
Il porte le nom de Mario Lancellotta, homme politique italien et ancien maire de la ville d'Isernia.

## Histoire
Le stade ouvre ses portes en 1998 dans la partie nord de la ville d'Isernia. Il remplace l'ancienne et historique installation située dans le centre-ville (aujourd'hui démolie pour faire place à l'auditorium d'Isernia) qui porte le nom des victimes du bombardement de la ville du 10 septembre 1943.
Le 15 novembre 2008, il change de nom pour rendre hommage à Mario Lancellotta, ancien maire et président du Comité régional de Molise entre 1976 et 1998.